# Владе Краљевине Србије
На овој страници се налази списак Влада Краљевине Србије која је постојала у периоду 1882-1918. Краљеви су били: Милан Обреновић (1882—1889), Александар Обреновић (1893—1903) и Петар I Карађорђевић (1903—1918). У периоду 1889-1893 уместо малолетног краља владало је намесништво које су чинили: Јован Ристић, Коста Протић и Јован Белимарковић. У погледу државног уређења Краљевини Србији је претходила Кнежевина Србија, а наследила ју је Краљевина Срба, Хрвата и Словенаца.

## Владе у време краља Милана Обреновића
| Функција                          | Име и презиме        | Детаљи                                        |
| --------------------------------- | -------------------- | --------------------------------------------- |
| Председник министарства           | Милан Пироћанац      |                                               |
| Министар иностраних дела          | Чедомиљ Мијатовић    | до 10/22.10.1881.                             |
| Министар иностраних дела          | Милан Пироћанац      |                                               |
| Министар унутрашњих дела          | Милутин Гарашанин    |                                               |
| Министар правде                   | Милан Пироћанац      | до 10/22.10.1881.                             |
| Министар правде                   | Димитрије Г. Радовић |                                               |
| Министар финансија                | Чедомиљ Мијатовић    | заступник, до 10/22.10.1881, а од тада сталан |
| Министар просвете и црквених дела | Стојан Новаковић     |                                               |
| Министар војни                    | Милојко Лешјанин     | до 12/24.2.1882.                              |
| Министар војни                    | Тихомиљ Николић      |                                               |
| Министар грађевина                | Јеврем П. Гудовић    | до 9/21.3.1882.                               |
| Министар грађевина                | Милутин Гарашанин    | заступник, до 4/16.1.1883.                    |
| Министар грађевина                | Јован Петровић       |                                               |
| Министар народне привреде         | Јеврем П. Гудовић    | од 18/30.3.1883.                              |

| Функција                                           | Име и презиме      | Детаљи    |
| -------------------------------------------------- | ------------------ | --------- |
| Председник Министарства и министар унутрашњих дела | Никола Христић     |           |
| Министар иностраних дела                           | Милан М. Богићевић |           |
| Министар правде                                    | Ђорђе Р. Пантелић  |           |
| Министар финансија                                 | Алекса Н. Спасић   |           |
| Министар просвете и црквених дела                  | Ђорђе Р. Пантелић  | заступник |
| Министар војни                                     | Јован Петровић     |           |
| Министар грађевина                                 | Коста Протић       |           |
| Министар народне привреде                          | Алекса Н. Спасић   | заступник |

| Функција                              | Име и презиме        | Детаљи                       |
| ------------------------------------- | -------------------- | ---------------------------- |
| Председник и министар иностраних дела | Милутин Гарашанин    |                              |
| Министар унутрашњих дела              | Стојан Новаковић     |                              |
| Министар правде                       | Димитрије Маринковић |                              |
| Министар финансија                    | Ђорђе М. Павловић    |                              |
| Министар финансија                    | Милутин Гарашанин    | заступник, од 9/21.10. 1884. |
| Министар просвете и црквених дела     | Димитрије Маринковић | заступник, до 9/21.10.1884.  |
| Министар просвете и црквених дела     | Стеван Д. Поповић    |                              |
| Министар војни                        | Јован Петровић       |                              |
| Министар грађевина                    | Јеврем П. Гудовић    |                              |
| Министар народне привреде             | Јеврем П. Гудовић    | заступник, до 9/21.10. 1884. |
| Министар народне привреде             | Драгомир Рајовић     |                              |

| Функција                              | Име и презиме        | Детаљи                  |
| ------------------------------------- | -------------------- | ----------------------- |
| Председник и министар иностраних дела | Милутин Гарашанин    |                         |
| Министар унутрашњих дела              | Димитрије Маринковић |                         |
| Министар правде                       | Ђорђе М. Павловић    |                         |
| Министар финансија                    | Вукашин Петровић     |                         |
| Министар просвете и црквених дела     | Стеван Д. Поповић    |                         |
| Министар војни                        | Јован Петровић       | до 24.11/6.12. 1885.    |
| Министар војни                        | Драгутин Франасовић  |                         |
| Министар грађевина                    | Коста Протић         |                         |
| Министар народне привреде             | Драгомир Рајовић     | до 27.12.1885/8.1.1886. |
| Министар народне привреде             | Ђорђе М. Павловић    | заступник               |

| Функција                              | Име и презиме        | Детаљи           |
| ------------------------------------- | -------------------- | ---------------- |
| Председник и министар унутрашњих дела | Милутин Гарашанин    |                  |
| Министар иностраних дела              | Драгутин Франасовић  |                  |
| Министар правде                       | Димитрије Маринковић |                  |
| Министар финансија                    | Чедомиљ Мијатовић    |                  |
| Министар просвете и црквених дела     | Милан Кујунџић       |                  |
| Министар војни                        | Ђура Хорватовић      | до 5/17.2. 1887. |
| Министар војни                        | Петар Топаловић      |                  |
| Министар грађевина                    | Петар Топаловић      | до 5/17.2. 1887. |
| Министар грађевина                    | Михаило Богићевић    |                  |
| Министар народне привреде             | Чедомиљ Мијатовић    | заступник        |

| Функција                                           | Име и презиме         | Детаљи                       |
| -------------------------------------------------- | --------------------- | ---------------------------- |
| Председник Министарства и министар иностраних дела | Јован Ристић          |                              |
| Министар унутрашњих дела                           | Радивоје Милојковић   |                              |
| Министар правде                                    | Јован Ђ. Авакумовић   |                              |
| Министар финансија                                 | Михаило В. Вујић      |                              |
| Министар просвете и црквених дела                  | Алимпије Васиљевић    |                              |
| Министар војни                                     | Анта М. Богићевић     | вршилац дужности, до 5/17.7. |
| Министар војни                                     | Сава Грујић           |                              |
| Министар грађевина                                 | Пера Велимировић      |                              |
| Министар народне привреде                          | Светозар Милосављевић |                              |

| Функција                          | Име и презиме         | Детаљи    |
| --------------------------------- | --------------------- | --------- |
| Председник и министар војни       | Сава Грујић           |           |
| Министар иностраних дела          | Драгутин Франасовић   |           |
| Министар унутрашњих дела          | Светозар Милосављевић |           |
| Министар правде                   | Глиша Гершић          |           |
| Министар финансија                | Михаило Вујић         |           |
| Министар просвете и црквених дела | Глиша Гершић          | заступник |
| Министар грађевина                | Пера Велимировић      |           |
| Министар народне привреде         | Стеван Р. Поповић     |           |

| Функција                                           | Име и презиме     | Детаљи            |
| -------------------------------------------------- | ----------------- | ----------------- |
| Председник Министарства и министар унутрашњих дела | Никола Христић    |                   |
| Министар иностраних дела                           | Чедомиљ Мијатовић |                   |
| Министар правде                                    | Ђорђе Р. Пантелић |                   |
| Министар финансија                                 | Мита Ракић        | до 8/20.10. 1888. |
| Министар финансија                                 | Чедомиљ Мијатовић | заступник         |
| Министар просвете и црквених дела                  | Владан Ђорђевић   |                   |
| Министар војни                                     | Коста Протић      |                   |
| Министар грађевина                                 | Михаило Богићевић |                   |
| Министар народне привреде                          | Владан Ђорђевић   | заступник         |

| Функција                          | Име и презиме       | Детаљи    |
| --------------------------------- | ------------------- | --------- |
| Председник и министар војни       | Коста Протић        |           |
| Министар иностраних дела          | Чедомиљ Мијатовић   |           |
| Министар унутрашњих дела          | Јован Бели-Марковић |           |
| Министар правде                   | Ђорђе Пантелић      |           |
| Министар финансија                | Чедомиљ Мијатовић   | заступник |
| Министар просвете и црквених дела | Владан Ђорђевић     |           |
| Министар грађевина                | Михаило Богићевић   |           |
| Министар народне привреде         | Владан Ђорђевић     | заступник |

## Владе у време намесништва
| Функција                              | Име и презиме         | Детаљи |
| ------------------------------------- | --------------------- | ------ |
| Председник и министар иностраних дела | Сава Грујић           |        |
| Министар унутрашњих дела              | Коста Таушановић      |        |
| Министар правде                       | Глиша Гершић          |        |
| Министар финансија                    | Михаило Вујић         |        |
| Министар просвете и црквених дела     | Светозар Милосављевић |        |
| Министар војни                        | Димитрије Ђурић       |        |
| Министар грађевина                    | Пера Велимировић      |        |
| Министар народне привреде             | Стеван Р. Поповић     |        |

| Функција                              | Име и презиме         | Детаљи                                    |
| ------------------------------------- | --------------------- | ----------------------------------------- |
| Председник и министар иностраних дела | Сава Грујић           |                                           |
| Министар унутрашњих дела              | Коста Таушановић      | до 1/13.5. 1890.                          |
| Министар унутрашњих дела              | Јован Ђаја            | до 16/28.1. 1891.                         |
| Министар унутрашњих дела              | Михаило Кр. Ђорђевић  | заступник, од 16/28.1. до 21.1/2.2. 1891. |
| Министар унутрашњих дела              | Светозар Милосављевић |                                           |
| Министар правде                       | Михаило Кр. Ђорђевић  |                                           |
| Министар финансија                    | Михаило Вујић         |                                           |
| Министар просвете и црквених дела     | Михаило Вујић         | заступник, до 1/13.5.1890.                |
| Министар просвете и црквених дела     | Андра Николић         |                                           |
| Министар војни                        | Сава Грујић           | заступник                                 |
| Министар грађевина                    | Миливоје Јосимовић    |                                           |
| Министар народне привреде             | Коста Таушановић      | заступник, од 1/13.5.1890. стално         |

| Функција                          | Име и презиме        | Детаљи                         |
| --------------------------------- | -------------------- | ------------------------------ |
| Председник                        | Никола Пашић         |                                |
| Министар иностраних дела          | Михаило Кр. Ђорђевић |                                |
| Министар унутрашњих дела          | Јован Ђаја           |                                |
| Министар правде                   | Глиша Гершић         |                                |
| Министар финансија                | Михаило Вујић        | до 22.10/3.11.1891.            |
| Министар финансија                | Никола Пашић         | заступник                      |
| Министар просвете и црквених дела | Андра Николић        |                                |
| Министар војни                    | Радован Милетић      | до 6/18.5. 1891.               |
| Министар војни                    | Младен Јанковић      | заступник, до 7/19.5. 1891.    |
| Министар војни                    | Јован Прапорчетовић  |                                |
| Министар грађевина                | Пера Велимировић     |                                |
| Министар народне привреде         | Коста Таушановић     | заступник, до 22.9/3.10. 1891. |
| Министар народне привреде         | Пера Велимировић     | [ б ]                          |

| Функција                              | Име и презиме         | Детаљи    |
| ------------------------------------- | --------------------- | --------- |
| Председник и министар иностраних дела | Никола Пашић          |           |
| Министар унутрашњих дела              | Светозар Милосављевић |           |
| Министар правде                       | Михаило Кр. Ђорђевић  |           |
| Министар финансија                    | Никола Пашић          | заступник |
| Министар просвете и црквених дела     | Андра Николић         |           |
| Министар војни                        | Димитрије Ђурић       |           |
| Министар грађевина                    | Пера Велимировић      |           |
| Министар народне привреде             | Илија Душманић        |           |

| Функција                              | Име и презиме         | Детаљи                     |
| ------------------------------------- | --------------------- | -------------------------- |
| Председник и министар иностраних дела | Јован Ђ. Авакумовић   |                            |
| Министар унутрашњих дела              | Стојан Д. Рибарац     |                            |
| Министар правде                       | Живојин Величковић    |                            |
| Министар финансија                    | Димитрије Стојановић  |                            |
| Министар просвете и црквених дела     | Јован Бошковић        | до 26.12.1892/7.1.1893.    |
| Министар просвете и црквених дела     | Коста Алковић         | заступник, до 4/16.1.1893. |
| Министар просвете и црквених дела     | Јован Ђорђевић        |                            |
| Министар војни                        | Антоније М. Богићевић |                            |
| Министар грађевина                    | Коста Алковић         | до 8/20.3.1893.            |
| Министар грађевина                    | Димитрије Стојановић  | заступник                  |
| Министар народне привреде             | Светозар Гвоздић      | до 8/20.3. 1893.           |
| Министар народне привреде             | Велизар Кундовић      |                            |

## Владе у време краља Александра Обреновића
| Функција                                       | Име и презиме         | Детаљи                      |
| ---------------------------------------------- | --------------------- | --------------------------- |
| Председник и министар просвете и црквених дела | Лазар Ђ. Докић        |                             |
| Министар иностраних дела                       | Андра Николић         |                             |
| Министар унутрашњих дела                       | Светозар Милосављевић |                             |
| Министар правде                                | Андра Николић         | заступник, до 8/20.4. 1893. |
| Министар правде                                | Пера Максимовић       |                             |
| Министар финансија                             | Михаило В. Вујић      |                             |
| Министар војни                                 | Драгутин Франасовић   |                             |
| Министар грађевина                             | Светозар Станковић    |                             |
| Министар народне привреде                      | Раша Милошевић        |                             |

| Функција                                       | Име и презиме         | Детаљи |
| ---------------------------------------------- | --------------------- | ------ |
| Председник и министар просвете и црквених дела | Лазар Ђ. Докић        |        |
| Министар иностраних дела                       | Андра Николић         |        |
| Министар унутрашњих дела                       | Светозар Милосављевић |        |
| Министар правде                                | Пера Максимовић       |        |
| Министар финансија                             | Михаило В. Вујић      |        |
| Министар војни                                 | Сава Грујић           |        |
| Министар грађевина                             | Светозар Станковић    |        |
| Министар народне привреде                      | Раша Милошевић        |        |

| Функција                                              | Име и презиме         | Детаљи |
| ----------------------------------------------------- | --------------------- | ------ |
| Председник, министар војни и министар иностраних дела | Сава Грујић           |        |
| Министар унутрашњих дела                              | Светозар Милосављевић |        |
| Министар правде                                       | Пера Максимовић       |        |
| Министар финансија                                    | Михаило В. Вујић      |        |
| Министар просвете и црквених дела                     | Миленко Р. Веснић     |        |
| Министар грађевина                                    | Светозар Станковић    |        |
| Министар народне привреде                             | Раша Милошевић        |        |

| Функција                              | Име и презиме        | Детаљи                        |
| ------------------------------------- | -------------------- | ----------------------------- |
| Председник и министар иностраних дела | Ђорђе С. Симић       |                               |
| Министар унутрашњих дела              | Светомир Николајевић |                               |
| Министар правде                       | Андра Ђорђевић       |                               |
| Министар финансија                    | Ђорђе С. Симић       | заступник, до 19/31.1.1894.   |
| Министар финансија                    | Чедомиљ Мијатовић    |                               |
| Министар просвете и црквених дела     | Андра Ђорђевић       | заступник, до 20.1/1.2. 1894. |
| Министар просвете и црквених дела     | Димитрије Нешић      |                               |
| Министар војни                        | Милован С. Павловић  |                               |
| Министар грађевина                    | Стеван Здравковић    |                               |
| Министар народне привреде             | Сима Лозанић         |                               |

| Функција                              | Име и презиме        | Детаљи |
| ------------------------------------- | -------------------- | ------ |
| Председник и министар унутрашњих дела | Светомир Николајевић |        |
| Министар иностраних дела              | Сима Лозанић         |        |
| Министар правде                       | Јеврем Андоновић     |        |
| Министар финансија                    | Вукашин Ј. Петровић  |        |
| Министар просвете и црквених дела     | Андра Ђорђевић       |        |
| Министар војни                        | Милован С. Павловић  |        |
| Министар грађевина                    | Стеван Здравковић    |        |
| Министар народне привреде             | Лазар Р. Јовановић   |        |

| Функција                                           | Име и презиме       | Детаљи                          |
| -------------------------------------------------- | ------------------- | ------------------------------- |
| Председник Министарства и министар унутрашњих дела | Никола Христић      |                                 |
| Министар иностраних дела                           | Милан М. Богићевић  |                                 |
| Министар правде                                    | Михаило К. Ђорђевић | до 20.3/1.4. 1895.              |
| Министар правде                                    | Ђорђе Стефановић    |                                 |
| Министар финансија                                 | Вукашин Ј. Петровић | до 22.4/4.5. 1895.              |
| Министар финансија                                 | Стеван Здравковић   | заступник, до 1/13.5. 1895.     |
| Министар финансија                                 | Стеван Д. Поповић   |                                 |
| Министар просвете и црквених дела                  | Михаило К. Ђорђевић | заступник, до 23.10/4.11. 1894. |
| Министар просвете и црквених дела                  | Љубомир Клерић      |                                 |
| Министар војни                                     | Милован С. Павловић |                                 |
| Министар грађевина                                 | Стеван Здравковић   |                                 |
| Министар народне привреде                          | Сима Лозанић        |                                 |

| Функција                                           | Име и презиме        | Детаљи                      |
| -------------------------------------------------- | -------------------- | --------------------------- |
| Председник Министарства и министар иностраних дела | Стојан Новаковић     |                             |
| Министар унутрашњих дела                           | Димитрије Маринковић |                             |
| Министар правде                                    | Арон Нинчић          |                             |
| Министар финансија                                 | Стеван Д. Поповић    |                             |
| Министар просвете и црквених дела                  | Љубомир Ковачевић    | до 7/19.12. 1896.           |
| Министар просвете и црквених дела                  | Арон Нинчић          | заступник                   |
| Министар војни                                     | Драгутин Франасовић  |                             |
| Министар грађевина                                 | Михаило Петковић     | до 15/27.12. 1895.          |
| Министар грађевина                                 | Коста Радисављевић   |                             |
| Министар народне привреде                          | Михаило Петковић     | заступник, до 2/14.9. 1895. |
| Министар народне привреде                          | Вучко Д. Стојановић  |                             |

| Функција                                           | Име и презиме          | Детаљи |
| -------------------------------------------------- | ---------------------- | ------ |
| Председник Министарства и министар иностраних дела | Ђорђе С. Симић         |        |
| Министар унутрашњих дела                           | Михаило К. Ђорђевић    |        |
| Министар правде                                    | Милован Ђ. Миловановић |        |
| Министар финансија                                 | Михаило В. Вујић       |        |
| Министар просвете и црквених дела                  | Андра Николић          |        |
| Министар војни                                     | Јован Мишковић         |        |
| Министар грађевина                                 | Петар Велимировић      |        |
| Министар народне привреде                          | Љубомир Клерић         |        |

| Функција                                           | Име и презиме        | Детаљи                      |
| -------------------------------------------------- | -------------------- | --------------------------- |
| Председник Министарства и министар иностраних дела | Владан Ђорђевић      |                             |
| Министар унутрашњих дела                           | Јеврем Андоновић     | до 30.7/11.8. 1899.         |
| Министар унутрашњих дела                           | Ђорђе Генчић         |                             |
| Министар правде                                    | Коста Н. Христић     | до 24.5/5.6. 1899.          |
| Министар правде                                    | Ђорђе Стефановић     |                             |
| Министар финансија                                 | Стеван Д. Поповић    | до 26.11/8.12. 1898.        |
| Министар финансија                                 | Вукашин Петровић     |                             |
| Министар просвете и црквених дела                  | Андра Ђорђевић       |                             |
| Министар војни                                     | Драгомир Вучковић    | до 10/22.12. 1899.          |
| Министар војни                                     | Јован Атанацковић    |                             |
| Министар грађевина                                 | Јован Атанацковић    | до 22.1/3.2. 1899.          |
| Министар грађевина                                 | Димитрије Стојановић | до 24.5/5.6. 1899.          |
| Министар грађевина                                 | Јован Атанацковић    | до 20.12.1899/1.1.1900      |
| Министар грађевина                                 | Боривоје Нешић       |                             |
| Министар народне привреде                          | Сима Лозанић         | до 30.6/12.7. 1899.         |
| Министар народне привреде                          | Вукашин Петровић     | заступник, до 4/16.8. 1899. |
| Министар народне привреде                          | Живан Живановић      |                             |

| Функција                              | Име и презиме       | Детаљи |
| ------------------------------------- | ------------------- | ------ |
| Председник и министар иностраних дела | Алекса С. Јовановић |        |
| Министар унутрашњих дела              | Лазар Поповић       |        |
| Министар правде                       | Настас Антоновић    |        |
| Министар финансија                    | Михаило М. Поповић  |        |
| Министар просвете и црквених дела     | Павле Маринковић    |        |
| Министар војни                        | Милош Васић         |        |
| Министар грађевина                    | Андреја Јовановић   |        |
| Министар народне привреде             | Душан М. Спасић     |        |

| Функција                          | Име и презиме          | Детаљи                      |
| --------------------------------- | ---------------------- | --------------------------- |
| Председник и министар правде      | Алекса С. Јовановић    |                             |
| Министар иностраних дела          | Михаило В. Вујић       |                             |
| Министар унутрашњих дела          | Никола Д. Стевановић   |                             |
| Министар финансија                | Михаило М. Поповић     |                             |
| Министар просвете и црквених дела | Павле Маринковић       |                             |
| Министар војни                    | Милош Васић            |                             |
| Министар грађевина                | Андреја Јовановић      |                             |
| Министар народне привреде         | Михаило М. Поповић     | заступник, до 8/21.2. 1901. |
| Министар народне привреде         | Милован Ђ. Миловановић |                             |

| Функција                              | Име и презиме          | Детаљи                                 |
| ------------------------------------- | ---------------------- | -------------------------------------- |
| Председник и министар иностраних дела | Михаило В. Вујић       |                                        |
| Министар унутрашњих дела              | Никола Д. Стевановић   |                                        |
| Министар правде                       | Драгутин Стаменковић   |                                        |
| Министар финансија                    | Михаило М. Поповић     | до 23.3/5.4. 1902.                     |
| Министар финансија                    | Милован Ђ. Миловановић |                                        |
| Министар просвете и црквених дела     | Павле Маринковић       | до 27.4/10.5. 1901.                    |
| Министар просвете и црквених дела     | Љубомир Ковачевић      | до 4/17.2. 1902.                       |
| Министар просвете и црквених дела     | Драгутин Стаменковић   | заступник                              |
| Министар војни                        | Милош Васић            | до 27.4/10.5. 1901.                    |
| Министар војни                        | Божидар Јанковић       | до 3/16.8. 1901.                       |
| Министар војни                        | Чедомиљ Миљковић       | до 21.12.1901/3.1.1902                 |
| Министар војни                        | Василије Антонић       |                                        |
| Министар грађевина                    | Пера Велимировић       |                                        |
| Министар народне привреде             | Милован Ђ. Миловановић | до 23.3/5.4. 1902, а од тада заступник |

| Функција                              | Име и презиме        | Детаљи |
| ------------------------------------- | -------------------- | ------ |
| Председник и министар иностраних дела | Михаило В. Вујић     |        |
| Министар унутрашњих дела              | Никола Д. Стевановић |        |
| Министар правде                       | Арон Нинчић          |        |
| Министар финансија                    | Михаило М. Поповић   |        |
| Министар просвете и црквених дела     | Драгутин Стаменковић |        |
| Министар војни                        | Василије Антонић     |        |
| Министар грађевина                    | Пера Велимировић     |        |
| Министар народне привреде             | Ђока Ј. Николић      |        |

| Функција                          | Име и презиме        | Детаљи |
| --------------------------------- | -------------------- | ------ |
| Председник и министар грађевина   | Пера Велимировић     |        |
| Министар иностраних дела          | Василије Антонић     |        |
| Министар унутрашњих дела          | Велимир М. Тодоровић |        |
| Министар правде                   | Арон Нинчић          |        |
| Министар финансија                | Милић Радовановић    |        |
| Министар просвете и црквених дела | Миленко Марковић     |        |
| Министар војни                    | Милован С. Павловић  |        |
| Министар народне привреде         | Ђока Ј. Николић      |        |

| Функција                           | Име и презиме             | Детаљи                  |
| ---------------------------------- | ------------------------- | ----------------------- |
| Председник и министар без портфеља | Димитрије Цинцар-Марковић |                         |
| Министар иностраних дела           | Василије Антонић          | до 23.12.1902/5.1.1903. |
| Министар иностраних дела           | Сима Лозанић              | до 23.3/5.4.1903.       |
| Министар иностраних дела           | Павле Денић               | заступник               |
| Министар унутрашњих дела           | Велимир М. Тодоровић      |                         |
| Министар правде                    | Антоније Пантовић         |                         |
| Министар финансија                 | Милован Маринковић        |                         |
| Министар просвете и црквених дела  | Лука Лазаревић            |                         |
| Министар војни                     | Милован С. Павловић       |                         |
| Министар грађевина                 | Павле Денић               |                         |
| Министар народне привреде          | Љубомир Ј. Новаковић      |                         |

| Функција                          | Име и презиме             | Детаљи             |
| --------------------------------- | ------------------------- | ------------------ |
| Председник                        | Димитрије Цинцар-Марковић |                    |
| Министар иностраних дела          | Павле Денић               | заступник          |
| Министар унутрашњих дела          | Велимир М. Тодоровић      |                    |
| Министар правде                   | Антоније Пантовић         |                    |
| Министар финансија                | Милован Маринковић        |                    |
| Министар просвете и црквених дела | Лука Лазаревић            | до 20.4/3.5. 1903. |
| Министар просвете и црквених дела | Живан Живановић           |                    |
| Министар војни                    | Милован С. Павловић       |                    |
| Министар грађевина                | Павле Денић               |                    |
| Министар народне привреде         | Љубомир Ј. Новаковић      |                    |

## Владе у време краља Петра I Карађорђевића
| Функција                          | Име и презиме        | Детаљи |
| --------------------------------- | -------------------- | ------ |
| Председник                        | Јован Ђ. Авакумовић  |        |
| Министар иностраних дела          | Љубомир Каљевић      |        |
| Министар унутрашњих дела          | Стојан М. Протић     |        |
| Министар правде                   | Љубомир Живковић     |        |
| Министар финансија                | Војислав С. Вељковић |        |
| Министар просвете и црквених дела | Љубомир Стојановић   |        |
| Министар војни                    | Јован Атанацковић    |        |
| Министар грађевина                | Александар Машин     |        |
| Министар народне привреде         | Ђорђе А. Генчић      |        |

| Функција                           | Име и презиме              | Детаљи           |
| ---------------------------------- | -------------------------- | ---------------- |
| Председник и министар без портфеља | Јован Ђ. Авакумовић        |                  |
| Министар иностраних дела           | Љубомир Каљевић            |                  |
| Министар унутрашњих дела           | Стојан М. Протић           |                  |
| Министар правде                    | Љубомир Живковић           | до 2/15.8. 1903. |
| Министар правде                    | Михаило П. Јовановић       |                  |
| Министар финансија                 | Војислав С. Вељковић       | до 2/15.8. 1903. |
| Министар финансија                 | Александар С. Борисављевић |                  |
| Министар просвете и црквених дела  | Љубомир Стојановић         | до 2/15.8. 1903. |
| Министар просвете и црквених дела  | Добра Ружић                |                  |
| Министар војни                     | Јован Атанацковић          | до 2/15.8. 1903. |
| Министар војни                     | Леонида Соларевић          |                  |
| Министар грађевина                 | Александар Машин           |                  |
| Министар народне привреде          | Ђорђе А. Генчић            |                  |

| Функција                                    | Име и презиме      | Детаљи                |
| ------------------------------------------- | ------------------ | --------------------- |
| Министар председник и министар без портфеља | Сава Грујић        |                       |
| Министар иностраних дела                    | Андра Николић      |                       |
| Министар унутрашњих дела                    | Стојан М. Протић   |                       |
| Министар правде                             | Никола П. Николић  |                       |
| Министар финансија                          | Милић Радовановић  | до 30.11/12.12. 1903. |
| Министар финансија                          | Сава Грујић        | заступник             |
| Министар просвете и црквених дела           | Љубомир Стојановић |                       |
| Министар војни                              | Милан Андрејевић   |                       |
| Министар грађевина                          | Владимир Тодоровић |                       |
| Министар народне привреде                   | Тодор Петковић     |                       |

| Функција                                    | Име и презиме        | Детаљи |
| ------------------------------------------- | -------------------- | ------ |
| Министар председник и министар без портфеља | Сава Грујић          |        |
| Министар иностраних дела                    | Никола Пашић         |        |
| Министар унутрашњих дела                    | Стојан М. Протић     |        |
| Министар правде                             | Михаило С. Полићевић |        |
| Министар финансија                          | Лазар Пачу           |        |
| Министар просвете и црквених дела           | Љубомир Давидовић    |        |
| Министар војни                              | Радомир Путник       |        |
| Министар грађевина                          | Владимир Тодоровић   |        |
| Министар народне привреде                   | Светолик Радовановић |        |

| Функција                          | Име и презиме        | Детаљи |
| --------------------------------- | -------------------- | ------ |
| Министар председник               | Никола Пашић         |        |
| Министар иностраних дела          | Никола Пашић         |        |
| Министар унутрашњих дела          | Стојан М. Протић     |        |
| Министар правде                   | Михаило П. Јовановић |        |
| Министар финансија                | Лазар Пачу           |        |
| Министар просвете и црквених дела | Андра Николић        |        |
| Министар војни                    | Радомир Путник       |        |
| Министар грађевина                | Петар Велимировић    |        |
| Министар народне привреде         | Светолик Радовановић |        |

| Функција                              | Име и презиме      | Детаљи      |
| ------------------------------------- | ------------------ | ----------- |
| Председник и министар унутрашњих дела | Љубомир Стојановић |             |
| Министар иностраних дела              | Јован Жујовић      | заступник   |
| Министар правде                       | Никола П. Николић  | до 23.5/5.6 |
| Министар правде                       | Иван Павићевић     | заступник   |
| Министар финансија                    | Милан Марковић     |             |
| Министар просвете и црквених дела     | Јован Жујовић      |             |
| Министар војни                        | Василије Антонић   |             |
| Министар грађевина                    | Владимир Тодоровић |             |
| Министар народне привреде             | Иван Павићевић     |             |

| Функција                                       | Име и презиме      | Детаљи           |
| ---------------------------------------------- | ------------------ | ---------------- |
| Председник и министар просвете и црквених дела | Љубомир Стојановић |                  |
| Министар иностраних дела                       | Јован Жујовић      | до 2/15.12 1905. |
| Министар иностраних дела                       | Василије Антонић   | заступник        |
| Министар унутрашњих дела                       | Иван Павићевић     |                  |
| Министар правде                                | Драгутин Пећић     |                  |
| Министар финансија                             | Милан Марковић     |                  |
| Министар војни                                 | Василије Антонић   |                  |
| Министар грађевина                             | Владимир Тодоровић |                  |
| Министар народне привреде                      | Милорад Драшковић  |                  |

| Функција                          | Име и презиме      | Детаљи    |
| --------------------------------- | ------------------ | --------- |
| Министар председник               | Сава Грујић        |           |
| Министар иностраних дела          | Василије Антонић   |           |
| Министар унутрашњих дела          | Иван Павићевић     |           |
| Министар правде                   | Драгутин Пећић     |           |
| Министар финансија                | Владимир Тодоровић | заступник |
| Министар просвете и црквених дела | Љубомир Стојановић |           |
| Министар војни                    | Сава Грујић        |           |
| Министар грађевина                | Владимир Тодоровић |           |
| Министар народне привреде         | Милорад Драшковић  |           |

| Функција                          | Име и презиме      | Детаљи                     |
| --------------------------------- | ------------------ | -------------------------- |
| Министар председник               | Никола Пашић       |                            |
| Министар иностраних дела          | Никола Пашић       |                            |
| Министар унутрашњих дела          | Стојан М. Протић   |                            |
| Министар правде                   | Миленко Веснић     | до 23.12.1906/5.1.1907.    |
| Министар правде                   | Марко Трифковић    |                            |
| Министар финансија                | Лазар Пачу         |                            |
| Министар просвете и црквених дела | Андра Николић      |                            |
| Министар војни                    | Радомир Путник     |                            |
| Министар грађевина                | Никола Пашић       | заступник, до 3/16.5.1906. |
| Министар грађевина                | Јован Станковић    | до 23.12.1906/5.1.1907.    |
| Министар грађевина                | Јован П. Јовановић |                            |
| Министар народне привреде         | Коста Стојановић   |                            |

| Функција                          | Име и презиме      | Детаљи |
| --------------------------------- | ------------------ | ------ |
| Министар председник               | Никола Пашић       |        |
| Министар иностраних дела          | Никола Пашић       |        |
| Министар унутрашњих дела          | Настас Петровић    |        |
| Министар правде                   | Марко Трифковић    |        |
| Министар финансија                | Лазар Пачу         |        |
| Министар просвете и црквених дела | Андра Николић      |        |
| Министар војни                    | Радомир Путник     |        |
| Министар грађевина                | Јован П. Јовановић |        |
| Министар народне привреде         | Коста Стојановић   |        |

| Функција                          | Име и презиме     | Детаљи    |
| --------------------------------- | ----------------- | --------- |
| Министар председник               | Никола Пашић      |           |
| Министар иностраних дела          | Никола Пашић      |           |
| Министар унутрашњих дела          | Марко Трифковић   | заступник |
| Министар правде                   | Марко Трифковић   |           |
| Министар финансија                | Лазар Пачу        |           |
| Министар просвете и црквених дела | Андра Николић     |           |
| Министар војни                    | Степан Степановић |           |
| Министар грађевина                | Коста Стојановић  | заступник |
| Министар народне привреде         | Коста Стојановић  |           |

| Функција                          | Име и презиме          | Детаљи                       |
| --------------------------------- | ---------------------- | ---------------------------- |
| Председник                        | Пера Велимировић       |                              |
| Министар иностраних дела          | Милован Ђ. Миловановић |                              |
| Министар унутрашњих дела          | Светозар Милосављевић  |                              |
| Министар правде                   | Милован Ђ. Миловановић | заступник до 11/24.8. 1908.  |
| Министар правде                   | Коста Тимотијевић      |                              |
| Министар финансија                | Михаило М. Поповић     |                              |
| Министар просвете и црквених дела | Андра Николић          |                              |
| Министар војни                    | Степан Степановић      | до 23.12.1908/3.1.1909.      |
| Министар војни                    | Михаило Живковић       |                              |
| Министар грађевина                | Пера Велимировић       | до 11/24.8. 1908.            |
| Министар грађевина                | Милош Савчић           |                              |
| Министар народне привреде         | Михаило М. Поповић     | заступник, до 11/24.8. 1908. |
| Министар народне привреде         | Коста Главинић         |                              |

| Функција                           | Име и презиме          | Детаљи      |
| ---------------------------------- | ---------------------- | ----------- |
| Председник и министар без портфеља | Стојан Новаковић       |             |
| Министар иностраних дела           | Милован Ђ. Миловановић |             |
| Министар унутрашњих дела           | Светозар Милосављевић  | до 16/29.6. |
| Министар унутрашњих дела           | Љубомир Јовановић      |             |
| Министар правде                    | Стојан Рибарац         |             |
| Министар финансија                 | Стојан М. Протић       |             |
| Министар просвете и црквених дела  | Љубомир Стојановић     |             |
| Министар војни                     | Михаило Живковић       | до 1/14.10. |
| Министар војни                     | Љубомир Стојановић     |             |
| Министар грађевина                 | Никола П. Пашић        |             |
| Министар народне привреде          | Јаша М. Продановић     |             |

| Функција                                    | Име и презиме          | Детаљи            |
| ------------------------------------------- | ---------------------- | ----------------- |
| Министар председник и министар без портфеља | Никола Пашић           |                   |
| Министар иностраних дела                    | Милован Ђ. Миловановић |                   |
| Министар унутрашњих дела                    | Љубомир Јовановић      | до 12/25.9.1910.  |
| Министар унутрашњих дела                    | Стојан М. Протић       | заступник         |
| Министар правде                             | Коста Тимотијевић      |                   |
| Министар финансија                          | Стојан М. Протић       |                   |
| Министар просвете и црквених дела           | Јован Жујовић          | до 12/25.9.1910.  |
| Министар просвете и црквених дела           | Јаша М. Продановић     | заступник         |
| Министар војни                              | Милутин П. Мариновић   | до 4/17.3.1910.   |
| Министар војни                              | Илија М. Гојковић      | до 24.2/9.3.1911. |
| Министар војни                              | Степан Степановић      |                   |
| Министар грађевина                          | Велислав Вуловић       |                   |
| Министар народне привреде                   | Јаша М. Продановић     |                   |

| Функција                          | Име и презиме          | Детаљи |
| --------------------------------- | ---------------------- | ------ |
| Министар председник               | Милован Ђ. Миловановић |        |
| Министар иностраних дела          | Милован Ђ. Миловановић |        |
| Министар унутрашњих дела          | Марко Трифковић        |        |
| Министар правде                   | Драгољуб Аранђеловић   |        |
| Министар финансија                | Стојан М. Протић       |        |
| Министар просвете и црквених дела | Љубомир Јовановић      |        |
| Министар војни                    | Степан Степановић      |        |
| Министар грађевина                | Михаило В. Илић        |        |
| Министар народне привреде         | Милан Капетановић      |        |

| Функција                          | Име и презиме          | Детаљи                     |
| --------------------------------- | ---------------------- | -------------------------- |
| Министар председник               | Милован Ђ. Миловановић |                            |
| Министар иностраних дела          | Милован Ђ. Миловановић |                            |
| Министар унутрашњих дела          | Марко Трифковић        |                            |
| Министар правде                   | Драгољуб Аранђеловић   | до 7/20.6.1912.            |
| Министар правде                   | Марко Трифковић        | заступник, до 9/22.6.1912. |
| Министар правде                   | Марко С. Ђуричић       |                            |
| Министар финансија                | Стојан М. Протић       | до 8/21.5.1912.            |
| Министар финансија                | Милован Ђ. Миловановић | заступник                  |
| Министар просвете и црквених дела | Љубомир Јовановић      |                            |
| Министар војни                    | Степа Степановић       | до 22.5/4.6. 1912.         |
| Министар војни                    | Радомир Путник         |                            |
| Министар грађевина                | Михаило В. Илић        |                            |
| Министар народне привреде         | Милан Капетановић      |                            |

| Функција                          | Име и презиме      | Детаљи                     |
| --------------------------------- | ------------------ | -------------------------- |
| Министар председник               | Марко Трифковић    |                            |
| Министар иностраних дела          | Јован М. Јовановић |                            |
| Министар унутрашњих дела          | Марко Трифковић    |                            |
| Министар правде                   | Марко С. Ђуричић   |                            |
| Министар финансија                | Михаило В. Илић    | заступник, до 7/20.7.1912. |
| Министар финансија                | Јован П. Јовановић |                            |
| Министар просвете и црквених дела | Љубомир Јовановић  |                            |
| Министар војни                    | Радомир Путник     |                            |
| Министар грађевина                | Михаило В. Илић    |                            |
| Министар народне привреде         | Милан Капетановић  |                            |

| Функција                          | Име и презиме       | Детаљи                         |
| --------------------------------- | ------------------- | ------------------------------ |
| Министар председник               | Никола Пашић        |                                |
| Министар иностраних дела          | Никола Пашић        |                                |
| Министар унутрашњих дела          | Стојан М. Протић    |                                |
| Министар правде                   | Михаило Полићевић   | до 18/31.8.1913.               |
| Министар правде                   | Марко С. Ђуричић    |                                |
| Министар финансија                | Лазар Пачу          |                                |
| Министар просвете и црквених дела | Љубомир Јовановић   |                                |
| Министар војни                    | Радомир Путник      | до 19.9/2.10.1912.             |
| Министар војни                    | Радивоје Бојовић    | до 3/16.1.1913.                |
| Министар војни                    | Милош Божановић     | до 4/17.1.1914.                |
| Министар војни                    | Душан П. Стефановић |                                |
| Министар грађевина                | Јован П. Јовановић  | до 7/20.9.1914.                |
| Министар грађевина                | Велизар С. Јанковић | заступник, до 21.10/3.11.1914. |
| Министар грађевина                | Андра Станић        |                                |
| Министар народне привреде         | Коста Стојановић    | до 18/31.8.1913.               |
| Министар народне привреде         | Јован П. Јовановић  | заступник, 19/1.9.1913.        |
| Министар народне привреде         | Велизар С. Јанковић |                                |

| Функција                          | Име и презиме          | Детаљи                      |
| --------------------------------- | ---------------------- | --------------------------- |
| Министар председник               | Никола Пашић           |                             |
| Министар иностраних дела          | Никола Пашић           |                             |
| Министар унутрашњих дела          | Љубомир Јовановић      |                             |
| Министар правде                   | Марко С. Ђуричић       |                             |
| Министар финансија                | Лазар Пачу             | до 12/25.10.1915.           |
| Министар финансија                | Војислав Д. Маринковић | заступник, до 9/22.11.1915. |
| Министар финансија                | Момчило А. Нинчић      |                             |
| Министар просвете и црквених дела | Љубомир Давидовић      |                             |
| Министар војни                    | Радивоје Бојовић       | до 6/19.12.1915.            |
| Министар војни                    | Божидар Терзић         |                             |
| Министар грађевина                | Милорад Драшковић      |                             |
| Министар народне привреде         | Војислав Д. Маринковић |                             |

| Функција                          | Име и презиме       | Детаљи                        |
| --------------------------------- | ------------------- | ----------------------------- |
| Министар председник               | Никола Пашић        |                               |
| Министар иностраних дела          | Никола Пашић        |                               |
| Министар унутрашњих дела          | Љубомир Јовановић   |                               |
| Министар правде                   | Марко С. Ђуричић    |                               |
| Министар финансија                | Стојан М. Протић    |                               |
| Министар просвете и црквених дела | Момчило А. Нинчић   | заступник, до 30.6/13.7.1917. |
| Министар просвете и црквених дела | Милош Трифуновић    |                               |
| Министар војни                    | Божидар Терзић      |                               |
| Министар грађевина                | Момчило А. Нинчић   |                               |
| Министар народне привреде         | Марко С. Ђуричић    | заступник, до 30.6/13.7.1917. |
| Министар народне привреде         | Велизар С. Јанковић |                               |

| Функција                          | Име и презиме       | Детаљи                       |
| --------------------------------- | ------------------- | ---------------------------- |
| Министар председник               | Никола Пашић        |                              |
| Министар иностраних дела          | Никола Пашић        |                              |
| Министар унутрашњих дела          | Љубомир Јовановић   |                              |
| Министар правде                   | Марко С. Ђуричић    |                              |
| Министар финансија                | Стојан М. Протић    |                              |
| Министар просвете и црквених дела | Милош Трифуновић    |                              |
| Министар војни                    | Божидар Терзић      | до 31.5/13.6.1918.           |
| Министар војни                    | Стојан М. Протић    | заступник, до 24.6/7.7.1918. |
| Министар војни                    | Михаило Рашић       |                              |
| Министар грађевина                | Момчило А. Нинчић   |                              |
| Министар народне привреде         | Велизар С. Јанковић |                              |

| Функција                  | Име и презиме          | Детаљи           |
| ------------------------- | ---------------------- | ---------------- |
| Министар председник       | Никола Пашић           |                  |
| Министар иностраних дела  | Стојан М. Протић       | заступник        |
| Министар унутрашњих дела  | Марко Трифковић        |                  |
| Министар правде           | Марко С. Ђуричић       |                  |
| Министар финансија        | Стојан М. Протић       |                  |
| Министар просвете и вера  | Љубомир Давидовић      |                  |
| Министар војни            | Михаило Рашић          |                  |
| Министар грађевина        | Милан Капетановић      |                  |
| Министар народне привреде | Велизар С. Јанковић    | до 1/14.12.1918. |
| Министар народног здравља | Марко Трифковић        | заступник        |
| Министар трговине         | Војислав Д. Маринковић |                  |
| Министар саобраћаја       | Велислав Вуловић       |                  |